# 2,5-Diméthoxy-2,5-dihydrofurane
Le 2,5-diméthoxy-2,5-dihydrofurane est un dérivé du furane utilisé en photographie ou comme précurseur en chimie fine.

## Utilisation
Le 2,5-diméthoxy-2,5-dihydrofurane est utilisé en photographie ou alors comme réactif pour produire le 2,5-diméthoxy-tétrahydrofurane par hydrogénation  qui est également utilisé en photographie ou comme agent pour embaumement.

## Synthèse
La synthèse utilise le furane comme précurseur et le brome comme agent oxydant en présence de méthanol pour former le 2,5-diméthoxy-2,5-dihydrofurane.

{\displaystyle C_{4}H_{4}O+2\ CH_{3}OH+Br_{2}\rightarrow C_{6}H_{10}O_{4}+2\ HBr}